# Threskiornis molucca
L'ibis bianco australiano (Threskiornis molucca Cuvier, 1829) è un uccello trampoliere della famiglia degli ibis, i Threskiornithidae, conosciuto anche come "uccello pastore". È diffuso in Australia orientale e sud-occidentale.
Questo ibis vive in aree paludose, spesso vicino alle praterie aperte, ed è divenuto comune nei parchi cittadini e nelle discariche di rifiuti.
Questo ibis si nutre di pesci, rane e di altre creature acquatiche, ma anche di insetti e rifiuti.
Questa specie ha la testa glabra e il collo di colore nero e un lungo becco nero ricurvo. Il piumaggio del corpo è bianco, con alcune piume nere vicino alla coda. Le zampe sono scure e sotto le ali è visibile la pelle, di colore rosso. I giovani hanno la testa e il collo ricoperti di piume.